# Büyük Jeddikar
Büyük Jeddikar (en persa: بیوک جدی‌کار‎) (Tabriz, 3 de febrero de 1929 - Teherán, 18 de diciembre de 2013) fue un jugador de fútbol profesional iraní que jugaba en la demarcación de delantero.

## Biografía
Büyük Jeddikar debutó como futbolista profesional con el Taj SC iraní en 1945. Jugó en el club durante doce años. En 1957 fue traspasado al BFC Viktoria 1889 alemán durante tres años, convirtiéndose así en el primer futbolista iraní en ser traspasado al extranjero. Finalmente no cumplió su contrato, y a los nueve meses de haberlo firmado volvió a Irán tras el fallecimiento de su padre. Volvió a fichar por el Taj SC, donde jugó durante diez temporadas más, retirándose como futbolista profesional en 1968 a los 39 años de edad.
Büyük Jeddikar falleció el 18 de diciembre de 2013 en Teherán a los 84 años de edad.

## Selección nacional
Büyük Jeddikar debutó en la selección de fútbol de Irán en 1950 contra Afganistán. Su último partido fue quince años después contra Turquía. Contó con un total de 29 partidos jugados y dos goles marcados.

## Clubes
| Club              | País              | Año         |
| ----------------- | ----------------- | ----------- |
| Taj SC            | Irán              | 1945 - 1957 |
| BFC Viktoria 1889 | Alemania Oriental | 1957 - 1958 |
| Taj SC            | Irán              | 1958 - 1968 |